# 元敏诚
元敏诚（1995年8月8日—），中國朝鲜族足球运动员，司职后卫，现效力中超球队长春亚泰。

## 足球生涯
元敏诚生于吉林延边，母亲原先是一名商人。他的父亲离开了家庭。元敏诚由母亲养大。9岁之前，他的家境还算不错。9岁时，他的母亲经商失败，家境变差。11岁时，他的母亲去了韩国，元敏诚无人照顾，到寄宿学校读了两年书。高二时，他选择进入延边体校，走上足球道路，进入延边青训系统，后来曾在延边预备队踢球。
2015年，元敏诚加盟中乙球队广西龙桂达。2016年，广西龙桂达转让更名为南通支云，元敏诚随队继续参加乙级联赛。
2017年2月28日，联赛转会窗口关闭前夕，元敏诚转会加盟中超球队重庆斯威。这个赛季，中国足协要求中超联赛球队的首发阵容中必须有一位23岁以下的球员，当时元敏诚只有21岁，是重庆力帆队储备的23岁以下球员之一。5月3日，重庆力帆在2017年中国足协杯客场1比0击败中乙球队黑龙江火山鸣泉的比赛中，元敏诚在第80分钟替下李放，首次代表重庆力帆出场。3天后，5月6日重庆力帆2比3不敌河南建业的比赛中，元敏诚首发出场，第14分钟被王维成换下，这是他第一次在中超联赛出场。2017赛季，元敏诚联赛出场3次，全部为首发出场，比赛时间共150分钟。
2018赛季，元敏诚他年满23岁，不再是中国足协政策照顾的球员，但他的出场机会增加了。联赛后半段，他成为重庆当代力帆的主力球员。这个赛季，他在联赛共出场14次，13次首发，总比赛时间1171分钟。10月20日，球队主场4比4逼平河北华夏幸福的比赛中，他打入了个人首粒正式比赛进球。赛季结束后，重庆当代力帆俱乐部派元敏诚和预备队的温天鹏到西乙球队格拉纳达跟随B队训练，12月4日出发，2019年1月中旬回归重庆。
2019赛季，元敏诚成为重庆当代力帆主力后卫。
2021年3月6日，元敏诚以约2000万的转会费转投另一支中超球队深圳。